# Belippo attenuata
Espèce
Belippo attenuata est une espèce d'araignées aranéomorphes de la famille des Salticidae.

## Distribution
Cette espèce est endémique du Lesotho.

## Publication originale
- Wesolowska & Haddad, 2014 : An overview of the jumping spiders of Lesotho (Araneae: Salticidae), with descriptions of six new species. African Invertebrates, vol. 55, no 2, p. 229-268 (texte intégral).